# تپه قادر خلج
تپه قادر خلج مربوط به دوران‌های تاریخی پس از اسلام است و در شهرستان رزن، بخش سردرود، روستای قادر خلج واقع شده و این اثر در تاریخ ۱۱ شهریور ۱۳۸۲ با شمارهٔ ثبت ۹۸۴۷ به‌عنوان یکی از آثار ملی ایران به ثبت رسیده است.